# Renate Christin
Renate Christin, geborene Marbach (* 28. Januar 1941 in Regensburg), ist eine deutsche bildende Künstlerin.

## Leben
Christin besuchte von 1976 bis 1980 die Internationale Sommerakademie für Bildende Kunst Salzburg und die Sommerakademie in Millstatt sowie die Universität Haifa.
Sie war von 2002 bis 2005 Vorstandsvorsitzende und von 2005 bis 2008 Vorsitzende der Internationalen Gesellschaft für Bildende Künste (IGBK), von 2002 bis 2008 Vorstandsmitglied der GEDOK (ab 2006 als stellvertretende Vorsitzende) und von 2003 bis 2007 Mitglied des Vorstands des European Council of Artists (ECA) und von 1988 bis 2013 künstlerische Leiterin des Internationalen Kunstforums auf Schloss Eichhofen. Sie war zudem 1993 Gründungsmitglied der GReK (Gruppe Regensburger Künstlerinnen), 1996 Gründungsmitglied der internationalen Künstlergruppe SaFiR (Salzburg, Florenz, Regensburg) und war von 2010 bis 2014 1. Vorsitzende des Regensburger Kunstvereins GRAZ, dem sie seit 2008 angehört. Sie ist auch Mitglied im BBK Niederbayern/Oberpfalz und seit 2000 Ehrenmitglied des Deutsch-Tschechischen Kunstvereins. In Österreich ist sie Mitglied der Zülow Gruppe. Seit 1998 doziert sie als Gastdozentin an der Scuola del Vedere – Libera Accademia di Belle Arti in Triest.
Christins Bilder, Collagen und Skulpturen aus verschiedensten Materialien wurden weltweit in mehreren Ausstellungen und im Rahmen von Messen gezeigt. Ihre Werke sind in öffentlichen Sammlungen vertreten, beispielsweise in der Deutschen Botschaft Washington, D. C., im Virginia Center for the Creative Arts, den Sammlungen der Regierung der Oberpfalz, der Stadt Regensburg, des Universitätsklinikums Regensburg, des Museums Moderner Kunst in Passau, von Hanns Egon Wörlen, des Kunst- und Gewerbevereins Regensburg und des Casoria Contemporary Art Museum.
Sie lebt in Sinzing und ist Mutter zweier Kinder.

## Auszeichnungen
- 1996: Kunstpreis der Akademie der Bildenden Künste Prag
- 1997: Silberne Ehrennadel des Landkreises Regensburg
- 2002: Nordgaupreis des Oberpfälzer Kulturbundes in der Kategorie „Bildende Kunst“